# Елтон Браун
Елтон Браун (енгл. Elton Brown; Њупорт Њуз, 15. септембар 1983) је бивши амерички кошаркаш. Играо је на позицији центра.

## Биографија
Похађао је Универзитет Вирџинија, на ком је дипломирао антропологију. Кошарком значајније почиње да се бави током студирања, а професионалну каријеру започиње у сезони 2005/06. у грчком Македоникосу. Наредне сезоне враћа се у САД, где игра у НБА развојној лиги са екипом Колорадо фортинерса. Бива уврштен у први тим те лиге и учествује на ол-стар утакмици. У сезони 2007/08. сели се у Израел и придружује екипи Хапоела из Холона са којом осваја и државно првенство.
Након кратког боравка у Макабију из Тел Авива почетком 2009. прелази у немачки Бросе Баскетс са којим такође осваја државно првенство у сезони 2009/10. Сезоне 2010/11. нашао се поново у Израелу - овога пута у клубу Барак Нетанја. Сезону 2011/12. проводи играјући за турски Трабзонспор, а у јулу 2012. потписује за београдску Црвену звезду. У мају 2013. је раскинуо уговор са црвено-белима. За сезону 2013/14. је потписао уговор са екипом Париз Левалоа. Почетком јануара 2015. прикључио се екипи Гравлена, али се са њима задржао свега месец дана. Током пролећа 2015. је играо у Порторику, а у сезони 2015/16. био је члан Ле Авра. Средином јануара 2017. ангажовао га је СЛУК Нанси са којим је провео остатак сезоне.

## Успеси

### Клупски
- Хапоел Холон:
  - Првенство Израела (1): 2007/08.
- Брозе Бамберг:
  - Првенство Немачке (1): 2009/10.